# Sadra (otok)
Sadra (perz. صدرا) je otok smješten u Perzijskom zaljevu odnosno iranskoj Bušeherskoj pokrajini. Otok se nalazi oko 300 m sjeveroistočno od grada Bušehera odnosno 200 m jugoistočno od Negina i proteže se duljinom od 3,0 km u smjeru istok-zapad. Površina mu je 2,5 km², a maksimalna nadmorska visina 2,0 m. Na zapadnom dijelu otoka nalazi se veliko brodogradilište koje je cestom dužine 5 km povezano s gospodarskom zonom na jugu grada, a ista se cesta nadovezuje na otok Šif prema sjeveru.

## Poveznice
- Šif
- Perzijski zaljev
- Popis iranskih otoka

## Vanjske poveznice
- (perz.)(engl.) Sadra Industrial Island  Arhivirana inačica izvorne stranice od 4. srpnja 2012. (Wayback Machine)